# Jean Payot
Pour les articles homonymes, voir Payot.
Pas d'image ? Cliquez ici
Jean Payot  est un guide de haute montagne chamoniard. Ses trois fils, Frédéric, Alphonse et Michel Clément furent guides eux aussi. Ami de Jacques Balmat, il participa à sa recherche au mont Ruan en 1834. Il a notamment guidé Rodolphe Töpffer, Eugène-Emmanuel de Savoie-Carignan, le maréchal Auguste Marmont et l'empereur Don Pedro du Brésil. Il accompagne aussi Louis Pasteur sur la Mer de Glace lors de ses expériences.